# Со мною вот что
Со мною вот что — российская инди-группа из Москвы, основанная в 2015 году музыкантом Матвеем Суховым.
Коллектив немало работает в направлении «sovietwave». При этом, музыканты нередко обращаются к инди-року, софт-року, рокабилли, фанку и даже шугейзу. 
Группа довольно часто предлагает современное прочтение советской музыки 1960-1970-х .

## История
Матвей Сухов уже давно занимался музыкой и успел поиграть в нескольких группах (параллельно с этим он также работал школьным учителем истории). Ему пришла идея создать навеянный ностальгией альбом об автомобилях. Для записи женских партий он пригласил флейтистку группы «Краснознамённая дивизия имени моей бабушки» Елизавету Гурину. До выхода дебютного альбома «Добро Пожаловать в Машину» вышел одноимённый сингл с песнями «Жигули 2102 василькового цвета в Филях» и «Белый ГАЗ-21 Волга (Вот и Зима)».
Презентация альбома состоялась 18 марта 2016 года в «Музее предпринимателей, меценатов и благотворителей» в Москве. К этому моменту был собран полноценный состав музыкантов, к которому уже тогда присоединились басист Никита Куленков и барабанщик Евгений Энтин (они учились в той же школе, где Матвей преподавал историю).
Последующие несколько лет группа давала концерты и выпускала синглы, а также выступала на фестивалях и в совместных концертах.
Второй альбом, «Летний ветер», вышел в марте 2019 года. Записывался он довольно долго, и в его записи приняли участие разные музыканты: Екатерина Колоскова (которая также спела в двух песнях на бэк-вокале), Олег Гурин, Тигран Григорян, Пётр Саранцев. Последний стал участником основного состава группы «Со мною вот что».
Спустя несколько месяцев вышел мини-альбом «Осень в России». К этому моменту к группе уже присоединилась известная певица Анна Ворфоломеева. Песня из этого мини-альбома «Когда нет пса» является первой композицией, записанной ей совместно с группой.
Весной 2020 года группа «Со мною вот что» записала песню «День» для сборника «Не выходя из дома», составленного Институтом музыкальных инициатив . Спустя несколько месяцев коллектив принимает участие в трибьют-альбоме группы «Центр», перезаписав песню «Волшебница» .  
В июне того же 2020 года выходит мини-альбом «Яхрома». В августе этого же года группа выступила на фестивале «Иначе» под Москвой, а сентябре — на фестивале «Stereoleto» в Санкт-Петербурге.
В 2024 году песня  «Гугл, я не робот» из мини-альбома «Яхрома» прозвучала в сериале «Ткачёвы на связи», который вышел на канале ТНТ и платформе Premier. В конце года эта же песня прозвучала в сериале «Мамонты», который вышел на платформе Okko.
В настоящее время «Со мною вот что» продолжает работать над новыми песнями и давать концерты (преимущественно в российской столице).

## Оценки творчества
Павел Яблонский, музыкальный журналист, редактор раздела «Развлечение» The Village: 
Очень нежно и вкрадчиво они переизобретают советское прошлое — тот самый идеальный СССР, которого никогда не было. 
Александр Горбачёв, музыкальный журналист, бывший главный редактор журнала «Афиша»:
Квазисоветский романтический рок с синтезаторами — как будто песни из неснятого фильма Эльдара Рязанова.
«Олег Кармунин, музыкальный журналист, создатель телеграм-канала Русский шаффл» и влога «Истории русской попсы»:
Я ненавижу слово «постмодернизм». Будем считать, что я его не писал.
Группа «Со мною вот что» делает вид, что она советский вокально-инструментальный ансамбль. На их концерты мальчики приходят в свитере и очках, как у Шурика, а девушки в клетчатых юбках по колено. Потом все едят пломбир.

Совершенно все равно, что ретро, на самом деле, никто не любит. Мир запомнит следующие строчки из песни «Таврия мокрый асфальт»: «Я верю, что Цой разбился на Таврии, верю, что Виктор столкнулся с Лиазом. А виноваты в этой аварии Пуго, Янаев и Язов».

## Участники
- Матвей Сухов — основатель, автор композиций, гитара, вокал
- Анна Ворфоломеева — вокал
- Никита Куленков — бас-гитара
- Пётр Саранцев — клавишные, гитара
- Евгений Энтин — ударные

### Бывшие участники
- Елизавета Гурина — вокал (2015 — 2016)
- Сергей Дмитриев — синтезатор (2015 — 2016)
- Александр Дроздов — гитара (2015 — 2017)
- Екатерина Колоскова — вокал, клавишные (2017 — 2018)

## Дискография

### Полноценные альбомы
- 2015 — Добро пожаловать в машину
- 2019 — Летний ветер

### Синглы
- 2015 — Добро Пожаловать в Машину
- 2017 — Подмосковные Вечера
- 2017 — Отложи на Похороны
- 2017 — Скоро в Школу
- 2017 — Синий зимний вечер
- 2018 — Тренер «Амкара»
- 2018 — Когда нет пса
- 2018 — Подводный Новый Год
- 2019 — Юбилей овощевода
- 2019 — Новый год 91-92-93-94
- 2020 — На улице после болезни
- 2020 — Тост под Новый год
- 2021 — Мороз
- 2022 — Разминка на автозаправке
- 2022 — Тоннель
- 2024 — Пальма

### Мини-альбомы
- 2019 — Осень в России
- 2020 — Яхрома
- 2022 — Мегамикс

### Участие в трибьют-проектах
- 2020 — Центр 40. Трибьют («Волшебница»)
- 2022 — Мы вышли из Кино-2 (песня «Без десяти»)